# Tabebuia pallida
Tabebuia pallida là một loài thực vật có hoa trong họ Chùm ớt. Loài này được (Lindl.) Miers miêu tả khoa học đầu tiên năm 1863.